# 미안해요, 리키
《미안해요, 리키》(영어: Sorry We Missed You)는 2019년 개봉한 영국의 드라마 영화로, 폴 라버티가 각본을 쓰고 켄 로치가 연출을 맡았다.

## 줄거리
리키 터너와 그의 가족은 2008년 금융 위기 이후 빚과의 힘겨운 싸움을 벌여왔다.
학력이나 전문 교육이 없는 리키는 터프하고 깐깐한 고용주 말로니의 감독 하에 자영업 택배 기사로 프랜차이즈를 운영할 기회를 얻는다. 일에 필요한 승합차를 마련하기 위해 리키는 아내 애비에게 가족의 차를 팔라고 설득한다. 애비는 그 차를 요양 보호사로 일하는 데 사용하고 있었다.
새로운 직업의 스트레스는 리키에게 너무나도 컸다. 그는 항상 제시간에 배달을 마쳐야 한다는 압박감에 시달렸고, 늦거나 실수를 하면 벌금을 물어야 했다. 애비 역시 차 없이 일하는 것이 훨씬 더 힘들었고, 빡빡한 일정 때문에 환자들과 함께 보낼 시간이 부족하여 자주 속상해했다.
이 시기 동안, 리키의 반항적인 아들 셉은 학교를 빼먹고 자주 낙서 문제로 골치를 썩였다. 부모님과의 싸움 후, 셉은 밤에 분노에 차 가족사진에 낙서를 했다. 다음 날 아침 리키가 승합차 열쇠를 찾지 못하자 셉을 비난했다. 셉은 잘못을 부인했지만, 리키는 격렬한 언쟁 끝에 그를 때렸다. 셉의 여동생 라이자 제인은 나중에 울면서 리키의 직업 때문에 가족의 문제가 생겼다고 비난하며 열쇠를 숨겼다고 고백했다.
다시 직장으로 돌아간 리키는 배달 중 강도를 당하고 잔인하게 폭행당한다. 리키가 병원 대기실에 있는 동안, 말로니가 전화하여 폭행으로 바코드 스캐너가 파손되어 1,000파운드가 넘는 벌금에 직면했다고 설명한다. 셉이 마침내 마음을 풀고 가족과 다시 합류하는 동안, 필사적이고 심하게 다친 리키는 가족이 가지 말라고 애원하는 가운데 눈물을 흘리며 일하러 떠난다.

## 출연진
- 크리스 히첸 - 리키 터너 역
- 데비 허니우드 - 애비 터너 역
- 라이스 스톤 - 셉 터너 역
- 케이티 프록터 - 라이자 제인 터너 역
- 로스 브루스터 - 말로니 역
- 찰리 리치먼드 - 헨리 역
- 줄리안 이언스 - 프레디 역
- 실라 던컬리 - 로지 역
- 맥시 피터스 - 로버트 역
- 크리스토퍼 존 슬레이터 - 벤 역
- 헤더 우드 - 몰리 역
- 알베르토 둠바 - 하푼 역
- 나탈리아 스톤뱅크스 - 로즈 역
- 조던 콜라드 - 닷지 역
- 데이브 터너 - 맥파이 역
- 스티븐 클레그 - 경찰관 역
- 대런 존스 - 시청 직원 역
- 니키 마셜 - 주차단속원 역
- 린다 이 그린우드 - 운전자 역
- 린다 라이트 - 응급실 접수원 역
- 메리 시어러 - 문 앞의 여자 역

## 제작
본 촬영은 2018년 9월 뉴캐슬어폰타인 및 주변 지역에서 진행되었다.

## 개봉
2019년 칸 영화제에서 황금종려상 경쟁작으로 선정되었다. 팔에 깁스를 한 채로 82세의 로치 감독은 칸에 참석하여 영화를 홍보하고 그의 마지막 영화제 경쟁작이 될 것이라고 발표했다. 제10회 마그리트상에서 《미안해요, 리키》는 최우수 공동제작 외국어 영화상을 수상했다. 제13회 가우디상에서는 최우수 유럽 영화상을 수상했다.

## 평가

### 박스 오피스
전세계에서 630만 파운드를 벌어들였다.

### 비평가 반응
로튼 토마토에서155개의 리뷰를 바탕으로 88%%의 지지도를 얻었으며, 평균 평점은 7.8/10점이다. 이 사이트의 비평가 합의는 "《미안해요, 리키》는 일부에게는 정의로운 교훈적 경향을 보일 수 있지만, 켄 로치 감독의 열정적인 접근 방식은 여전히 효과적이다."라고 되어 있다. 가중 평균을 사용하는 메타크리틱은 26명의 비평가를 기반으로 100점 만점에 82점을 주었으며, 이는 "전반적인 찬사"를 나타낸다.
더 할리우드 리포터의 데이비드 루니는  "매우 정확하고 깊이 인간적인 영화이며, 불필요한 장식 없이 만들어졌지만 너무나도 많은 평범한 삶의 근본을 이루는 고난을 감정적으로 놀랍도록 직접적으로 묘사한다"고 썼다.
가디언의 피터 브래드쇼는 칸 영화제에서 황금종려상을 수상한 로치 감독의 전작 나, 다니엘 블레이크 (2016)보다 우월하다고 평가했다. 브래드쇼는 다음과 같이 썼다. "이야기의 전개에 더 많은 명암과 배우들이 집단적으로 할 일이 더 많아 드라마틱하게 더욱 다양하고 잘 소화되었다. 이 영화에 명치를 맞은 것 같았고, 연기의 단순한 정직함과 진실성에 압도당했다." 타임스의 리뷰는 비전문 배우들을 대상으로 한 인물 탐색 끝에 캐스팅된 신인 데비 허니우드의 애비 역 연기를 칭찬했다. 기고가 케빈 메이어는 영화가 애비의 남편 리키 대신 그녀의 캐릭터에 집중했어야 한다고 생각했다.
인디펜던트의 제프리 맥냅은 로치 감독의 영화가 "주인공들이 느끼는 소외감과 실존적 고통을 탁월하게 포착한다. 그들이 스스로를 도울 수 있는 방법은 아무것도 없다. 그들의 상황을 바꾸기 위해 더 많이 싸울수록, 상황은 더 나빠진다"고 썼다. 맥냅은 로치와 그의 각본가 레버티가 "이야기를 논리적인 결말까지 추구하며, 독창적이고 파괴적인 방식으로 영화를 끝낸다"고 평했다.
버라이어티의 오웬 글라이버먼은 "로치 감독은 이 모든 것을 최고의 자신감과 흐름으로 연출하여", "긴장감 있고 감동적이며 활기 넘치는 영화"를 만들어낸다고 썼다. 파이낸셜 타임스의 라파엘 에이브러햄스는 리뷰에서 다음과 같이 언급했다. "엔딩 크레딧에서 그는 [로치] 이 영화에 증언을 제공했지만 익명을 원했던 운전자들에게 감사를 표한다. 그는 그들에게 절실히 필요한 목소리이자 우리의 도덕적 양심으로 남아 있다."
영국 영화 출판물 《사이트 & 사운드》의 트레버 존스턴은 "《미안해요, 리키》가 《나, 다니엘 블레이크》만큼 감정적으로 감동적이지는 않겠지만, 더 미묘하고 불안하며 도발적인 국가 현황 보고서를 제공한다. 따라서 이 영화는 로치와 레버티의 가장 강력한 작품 중 하나임이 분명하다"고 썼다.